# Esqui cross-country nos Jogos Paralímpicos de Inverno de 2018
As competições de esqui cross-country nos Jogos Paralímpicos de Inverno de 2018 foram realizadas no Centro de Biatlo Alpensia, em Daegwallyeong-myeon, Pyeongchang, entre os dias 11 e 18 de março.

## Calendário
| Março               | 10 | 11 | 12 | 13 | 14 | 15 | 16 | 17 | 18 |
| ------------------- | -- | -- | -- | -- | -- | -- | -- | -- | -- |
| Esqui cross-country |    | 2  | 4  |    | 6  |    |    | 6  | 2  |

|  | Dia de competição |  | Dia de final |

## Programação
Horário local (UTC+9).
| Data        | Hora  | Evento                                            |
| ----------- | ----- | ------------------------------------------------- |
| 11 de março | 10:00 | 15 km masculino – Atletas sentados                |
| 11 de março | 11:15 | 12 km – Atletas sentadas                          |
| 12 de março | 10:00 | 20 km masculino – Atletas em pé                   |
| 12 de março | 10:25 | 20 km masculino – Deficientes Visuais             |
| 12 de março | 12:00 | 15 km feminino – Deficientes Visuais              |
| 12 de março | 12:15 | 15 km feminino – Atletas em pé                    |
| 14 de março | 10:00 | Velocidade 1,1 km masculino – Atletas sentados    |
| 14 de março | 10:25 | Velocidade feminino 1,1 km – Atletas sentadas     |
| 14 de março | 10:48 | Velocidade masculino 1,5 km – Atletas em pé       |
| 14 de março | 11:07 | Velocidade feminino 1,5 km – Atletas em pé        |
| 14 de março | 11:24 | Velocidade masculino 1,5 km – Deficientes Visuais |
| 14 de março | 11:38 | Velocidade feminino 1,5 km – Deficientes Visuais  |
| 14 de março | 12:00 | Velocidade masculino 1,1 km – Atletas sentados    |
| 14 de março | 12:10 | Velocidade feminino 1,1 km – Atletas sentados     |
| 14 de março | 12:21 | Velocidade masculino 1,5 km – Atletas em pé       |
| 14 de março | 12:31 | Velocidade feminino 1,5 km – Atletas em pé        |
| 14 de março | 12:42 | Velocidade masculino 1,5 km – Deficientes Visuais |
| 14 de março | 12:52 | Velocidade feminino 1,5 km – Deficientes Visuais  |
| 14 de março | 13:06 | Velocidade masculino 1 km – Atletas sentados      |
| 14 de março | 13:20 | Velocidade feminino 1 km – Atletas sentados       |
| 14 de março | 13:34 | Velocidade masculino 1 km – Atletas em pé         |
| 14 de março | 13:38 | Velocidade feminino 1 km – Atletas em pé          |
| 14 de março | 14:02 | Velocidade masculino 1 km – Deficientes Visuais   |
| 14 de março | 14:16 | Velocidade feminino 1 km – Deficientes Visuais    |
| 16 de março | 10:00 | 10 km masculino – Deficientes Visuais             |
| 16 de março | 10:15 | 10 km masculino – Atletas em pé                   |
| 16 de março | 11:45 | 7,5 km feminino – Atletas em pé                   |
| 16 de março | 11:55 | 7,5 km feminino – Deficientes Visuais             |
| 16 de março | 12:40 | 7,5 km masculino – Atletas sentados               |
| 16 de março | 12:55 | 5 km feminino – Atletas sentadas                  |
| 18 de março | 10:00 | Revezamento 4x2.5 km misto                        |
| 18 de março | 11:00 | Revezamento 4x2.5 km aberto                       |

## Medalhistas
Masculino
| Evento              | Evento              | Ouro                                             | Prata                                                   | Bronze                                                |
| ------------------- | ------------------- | ------------------------------------------------ | ------------------------------------------------------- | ----------------------------------------------------- |
| Velocidade detalhes | Atletas sentados    | Andrew Soule USA Estados Unidos                  | Dzmitry Loban BLR Bielorrússia                          | Daniel Cnossen USA Estados Unidos                     |
| Velocidade detalhes | Atletas em pé       | Alexandr Kolyadin KAZ Cazaquistão                | Yoshihiro Nitta JPN Japão                               | Ilkka Tuomisto FIN Finlândia Mark Arendz CAN Canadá   |
| Velocidade detalhes | Deficientes visuais | Brian McKeever Guia: Graham Nishikawa CAN Canadá | Zebastian Modin Guia: Johannes Andersson SWE Suécia     | Eirik Bye Guia: Arvid Nelson NOR Noruega              |
| 7,5 km detalhes     | Atletas sentados    | Sin Eui-hyun KOR Coreia do Sul                   | Daniel Cnossen USA Estados Unidos                       | Maksym Yarovyi UKR Ucrânia                            |
| 10 km detalhes      | Atletas em pé       | Yoshihiro Nitta JPN Japão                        | Grygorii Vovchynskyi UKR Ucrânia                        | Mark Arendz CAN Canadá                                |
| 10 km detalhes      | Deficientes visuais | Brian McKeever Guia: Graham Nishikawa CAN Canadá | Jake Adicoff Guia: Sawyer Kesselheim USA Estados Unidos | Yury Holub Guia: Dzmitry Budzilovich BLR Bielorrússia |
| 15 km detalhes      | Atletas sentados    | Maksym Yarovyi UKR Ucrânia                       | Daniel Cnossen USA Estados Unidos                       | Sin Eui-hyun KOR Coreia do Sul                        |
| 20 km detalhes      | Atletas em pé       | Ihor Reptyukh UKR Ucrânia                        | Benjamin Daviet FRA França                              | Håkon Olsrud NOR Noruega                              |
| 20 km detalhes      | Deficientes visuais | Brian McKeever Guia: Graham Nishikawa CAN Canadá | Yury Holub Guia: Dzmitry Budzilovich BLR Bielorrússia   | Thomas Clarion Guia: Antoine Bollet FRA França        |

Feminino
| Evento              | Evento              | Ouro                                                         | Prata                                                                 | Bronze                                                                |
| ------------------- | ------------------- | ------------------------------------------------------------ | --------------------------------------------------------------------- | --------------------------------------------------------------------- |
| Velocidade detalhes | Atletas sentadas    | Oksana Masters USA Estados Unidos                            | Andrea Eskau GER Alemanha                                             | Marta Zainullina NPA Atletas Paralímpicos Neutros                     |
| Velocidade detalhes | Atletas em pé       | Anna Milenina NPA Atletas Paralímpicos Neutros               | Vilde Nilsen NOR Noruega                                              | Natalie Wilkie CAN Canadá                                             |
| Velocidade detalhes | Deficientes visuais | Sviatlana Sakhanenka Guia: Raman Yashchanka BLR Bielorrússia | Mikhalina Lysova Guia: Alexey Ivanov NPA Atletas Paralímpicos Neutros | Oksana Shyshkova Guia: Vitaliy Kazakov UKR Ucrânia                    |
| 5 km detalhes       | Atletas sentadas    | Oksana Masters USA Estados Unidos                            | Andrea Eskau GER Alemanha                                             | Marta Zainullina NPA Atletas Paralímpicos Neutros                     |
| 7,5 km detalhes     | Atletas em pé       | Natalie Wilkie CAN Canadá                                    | Ekaterina Rumyantseva NPA Atletas Paralímpicos Neutros                | Emily Young CAN Canadá                                                |
| 7,5 km detalhes     | Deficientes visuais | Sviatlana Sakhanenka Guia: Raman Yashchanka BLR Bielorrússia | Mikhalina Lysova Guia: Alexey Ivanov NPA Atletas Paralímpicos Neutros | Carina Edlinger Guia: Julian Edlinger AUT Áustria                     |
| 12 km detalhes      | Atletas sentadas    | Kendall Gretsch USA Estados Unidos                           | Andrea Eskau GER Alemanha                                             | Oksana Masters USA Estados Unidos                                     |
| 15 km detalhes      | Atletas em pé       | Ekaterina Rumyantseva NPA Atletas Paralímpicos Neutros       | Anna Milenina NPA Atletas Paralímpicos Neutros                        | Liudmyla Liashenko UKR Ucrânia                                        |
| 15 km detalhes      | Deficientes visuais | Sviatlana Sakhanenka Guia: Raman Yashchanka BLR Bielorrússia | Oksana Shyshkova Guia: Vitaliy Kazakov UKR Ucrânia                    | Mikhalina Lysova Guia: Alexey Ivanov NPA Atletas Paralímpicos Neutros |

Revezamentos
| Evento                               | Ouro | Prata                                                                 | Bronze                                                          |
| ------------------------------------ | --- | --------------------------------------------------------------------- | --------------------------------------------------------------- |
| Revezamento 4x2,5 km misto detalhes  | Iurii Utkin Guia: Ruslan Perekhoda Liudmyla Liashenko Iuliia Batenkova-Bauman Oksana Shyshkova Guia: Vitaliy Kazakov UKR Ucrânia | Natalie Wilkie Emily Young Chris Klebl Mark Arendz CAN Canadá         | Andrea Eskau Steffen Lehmker Alexander Ehler GER Alemanha       |
| Revezamento 4x2,5 km aberto detalhes | Benjamin Daviet Anthony Chalençon Guia: Simon Valverde Thomas Clarion Guia: Antoine Bollet FRA França                            | Nils-Erik Ulset Håkon Olsrud Eirik Bye Guia: Arvid Nelson NOR Noruega | Collin Cameron Brian McKeever Guia: Graham Nishikawa CAN Canadá |

## Quadro de medalhas
| Ordem | País                             | Medalha de ouro | Medalha de prata | Medalha de bronze |    |
| ----- | -------------------------------- | --------------- | ---------------- | ----------------- | -- |
| 1     | USA Estados Unidos               | 4               | 3                | 2                 | 9  |
| 2     | CAN Canadá                       | 4               | 1                | 5                 | 10 |
| 3     | UKR Ucrânia                      | 3               | 2                | 3                 | 8  |
| 4     | BLR Bielorrússia                 | 3               | 2                | 1                 | 6  |
| 5     | NPA Atletas Paralímpicos Neutros | 2               | 4                | 3                 | 9  |
| 6     | FRA França                       | 1               | 1                | 1                 | 3  |
| 7     | JPN Japão                        | 1               | 1                |                   | 2  |
| 8     | KOR Coreia do Sul                | 1               |                  | 1                 | 2  |
| 9     | KAZ Cazaquistão                  | 1               |                  |                   | 1  |
| 10    | GER Alemanha                     |                 | 3                | 1                 | 4  |
| 11    | NOR Noruega                      |                 | 2                | 2                 | 4  |
| 12    | SWE Suécia                       |                 | 1                |                   | 1  |
| 13    | AUT Áustria                      |                 |                  | 1                 | 1  |
|       | FIN Finlândia                    |                 |                  | 1                 | 1  |
| TOTAL | TOTAL                            | 20              | 20               | 21                | 61 |